# 한국해양전략연구소
한국해양전략연구소는 비영리 법인으로서 해양전략, 안보, 해양법, 해양사 및 해양경제에 관한 조사, 정보교류, 이해증진 및 홍보를 통해 국가와 사회에 해양의 중요성을 고취하고 해양정책 및 해양전략의 발전방향을 제시하며 국가발전, 안보, 역내의 국제평화 및 우호협력관계에 기여하기 위해 설립되었다. 서울특별시 마포구 서교동 460-1에 위치하고 있다. 설립자는 정의승이며, 현재 이사장을 맡고 있다.

## 연혁
- 1997년 1월 23일 법인설립허가(해양수산부 제3호)
- 1997년 1월 28일 재단법인 한국해양전략연구소 설립등기
- 1997년 2월  1일 연구소 개소(서울특별시 마포구 서교동 375-32 무해빌딩 6층)
- 1998년 11월 30일 연구소 사무실 이전(서울특별시 마포구 동교동 158-1 금화빌딩 5층)
- 2005년 2월 24일 연구소 신축사옥 이전(서울특별시 마포구 서교동 460-1)

## 역대 연구소장
- 초대 소장(1997년 2월  1일 ~ 1998년 3월  6일) : 정준호(전 국방부 차관)
- 제2대 소장(1998년 3월  7일 ~ 2001년  2월  15일) : 박춘호(국제해양법재판소 재판관)
- 제3대 소장(2001년 2월 16일 ~ 2006년 1월 31일) : 김홍열(전 해군참모총장)
- 제4대 소장(2006년 2월  1일 ~ 2009년 3월  3일) : 안병태(전 해군참모총장)
- 제5대 소장(2009년 3월  3일 ~ 현재) : 송근호(전 주쿠웨이트 대사)

## 조직
- 연구부
  - 해양전략연구실
  - 해양전력연구실
  - 안보연구실
  - 해양법연구실
  - 해양사연구실
- 사무국
  - 운영관리과
  - 출판과
  - 도서실

## 같이 보기
- 국방부
- 국토해양부
- 외교통상부
- 한국해양연구원
- 국립해양조사원
- 대한민국 해군
- 한국해양학위원회